# Akademická obec
Akademická obec je podle českého vysokoškolského zákona souhrn všech akademických pracovníků a studentů dané vysoké školy (akademická obec vysoké školy) nebo dané fakulty (akademická obec fakulty). Toto společenství vychází z původního pojetí univerzity jako universitas magistrorum et scholarium (společenství učitelů a studentů).
Akademickými pracovníky jsou zaměstnanci vysoké školy, kteří plní funkci učitelů a kteří dále vykonávají vědeckou, výzkumnou či jinou tvůrčí činnost. Jde tedy např. o profesory, docenty, odborné asistenty, asistenty, lektory apod. Členem akademické obce se také stane student ve chvíli, kdy je zapsán ke studiu na vysoké škole. Úspěšným složením státních závěrečných zkoušek přestává být studentem a tím i členem akademické obce. Pozdějšími slavnostními projevy (resp. akademickými obřady) těchto už proběhlých okamžiků je imatrikulace a promoce.
Všem členům akademické obce jsou zaručena určitá akademická práva a svobody. Je to především svoboda vědeckého bádání nebo umělecké tvorby a zveřejňování výsledků tohoto bádání či tvorby, svoboda vyučovat různé vědecké názory či umělecké směry a svoboda výběru, které z nich je možné se učit, právo volit a být volen do akademických senátů a dalších akademických orgánů a právo používat akademické insignie a konat akademické obřady.